# Siebels (Solingen)
Siebels ist ein aus einer Hofschaft hervorgegangener Wohnplatz im Stadtteil Aufderhöhe der bergischen Großstadt Solingen. Am Siebels entstand ab 2008 eine der größten neuen Wohnsiedlungen in Aufderhöhe.

## Lage und Beschreibung
Der Ort liegt westlich der Landesstraße 67, der Löhdorfer Straße, im südwestlichen Solinger Stadtteil Aufderhöhe. Die Ortsbezeichnung Siebels bezeichnet heute hauptsächlich die Einfamilienhaussiedlung entlang der Straße Am Siebels. Der Kern der einstigen Hofschaft befindet sich mit den verbliebenen Fachwerkhäusern des Bergischen Stils an einer von der Löhdorfer Straße abzweigenden Stichstraße in der Nähe des Kreisverkehrs, an dem sich ein Lebensmitteldiscounter befindet. Östlich von Siebels liegt das Gewerbegebiet Steinendorfer Straße, in dem unter anderem eine große Speditionsfirma ansässig ist. 
Benachbarte Orte sind bzw. waren (von Nord nach West): Heipertz, Neu-Löhdorf, Steinendorf, Löhdorf, Aufderhöhe, Nußbaum, Haalsiepen, Börkhaus und Auenberg.

## Etymologie
Der Name des Ortes leitet sich laut Brangs von dem Familiennamen Siebels ab.

## Geschichte

### Frühgeschichte bis 19. Jahrhundert
Die Ursprünge der Hofschaft Siebels können bis in das 16. Jahrhundert zurückverfolgt werden. In dem Kartenwerk Topographia Ducatus Montani, Blatt Amt Solingen, von Erich Philipp Ploennies aus dem Jahre 1715 ist der Ort mit einer Hofstelle verzeichnet und bereits als Siebels benannt. Er gehörte zur Honschaft Barl innerhalb des Amtes Solingen. Die Topographische Aufnahme der Rheinlande von 1824 und die Preußische Uraufnahme von 1844 verzeichnen den Ort ebenfalls als Siebels, wobei ihn die Preußische Uraufnahme als zusammengewachsenen Ort mit dem südlich gelegenen Löhdorf verzeichnet. In der Topographischen Karte des Regierungsbezirks Düsseldorf von 1871 ist der Ort erneut als Siebels verzeichnet.
Nach Gründung der Mairien und späteren Bürgermeistereien Anfang des 19. Jahrhunderts gehörte Siebels zur Bürgermeisterei Merscheid, die 1856 zur Stadt erhoben und im Jahre 1891 in Ohligs umbenannt wurde. Der Ort befand sich unmittelbar an der Grenze zur Bürgermeisterei Höhscheid, dabei bildete der Verlauf der Löhdorfer Straße die Grenze zwischen beiden Gemeinden.
1815/16 lebten 70, im Jahr 1830 80 Menschen im als Weiler bezeichneten Wohnplatz. 1832 war der Ort weiterhin Teil der Honschaft Barl innerhalb der Bürgermeisterei Merscheid, dort lag er in der VIII. Wieveldick. Der nach der Statistik und Topographie des Regierungsbezirks Düsseldorf als Hofstadt kategorisierte Ort besaß zu dieser Zeit 13 Wohnhäuser und 19 landwirtschaftliche Gebäude. Zu dieser Zeit lebten 80 Einwohner im Ort, davon drei katholischen und 77 evangelischen Bekenntnisses. Die Gemeinde- und Gutbezirksstatistik der Rheinprovinz führt den Ort 1871 mit 17 Wohnhäuser und 129 Einwohnern auf. Im Gemeindelexikon für die Provinz Rheinland von 1888 werden 23 Wohnhäuser mit 142 Einwohnern angegeben. 1895 besitzt der Ortsteil 24 Wohnhäuser mit 181 Einwohnern.

### „Siebels Maschinn“
Am Siebels ließ der Ohligser Fabrikant C. Bracken im Frühjahr 1883 auch eine Dampfschleiferei errichten, die sogenannte Siebels Maschinn (Lage). Es handelte sich bei dem Gebäude um einen, einfachen unverputzten Ziegelbau, der später erweitert wurde und sich zu einer der größten Schleifereien im Solinger Raum entwickelte.
Die Solinger Schleifer nutzten zuvor die Wasserkraft der zahlreichen Solinger Bäche zur Herstellung von Schneidwaren. Mithilfe der Dampfkraft war das Schleifen fortan unabhängig von Witterungseinflüssen möglich und wurde damit deutlich ertragreicher, im heutigen Solinger Stadtgebiet entstanden einige dieser Dampfschleifereien. Brachen betrieb seine Dampfschleiferei als sogenannte Mietfabrik, wie dies im Solinger Raum üblich war. So konnten sich selbständige Schleifer in das Gebäude einmieten. Aufgrund der gestiegenen Nachfrage wurde die Siebels Maschinn bis 1896 in drei Bauabschnitten erweitert, bis sie eine straßenseitige Länge von fast 50 Metern entlang der Löhdorfer Straße erreichte.
Der Schleifbetrieb in der Siebels Maschinn ging in der Nachkriegszeit deutlich zurück. Das bereichsprägende Gebäude wurde schließlich Anfang der 1980er Jahre abgerissen, die frei werdende Fläche wurde als Parkplatz genutzt. Erst im Zuge der Entwicklung des Neubaugebietes Am Siebels Ende der 2000er Jahre sollte das Gelände einer neuen Nutzung zugeführt werden. Die Straßenkreuzung Friedenstraße / Löhdorfer Straße wurde in einen Kreisverkehr umgebaut, auf der Fläche der ehemaligen Siebels Maschinn entstand bis 2015 ein Penny-Lebensmitteldiscounter.

### 20. Jahrhundert bis heute
Mit der Städtevereinigung zu Groß-Solingen im Jahre 1929 wurde Siebels ein Ortsteil Solingens. Das relativ dünn besiedelte Gebiet des heutigen Stadtteils Aufderhöhe wurde ab der zweiten Hälfte des 20. Jahrhunderts eine der bevorzugten Wohnlagen in Solingen. Begünstigt haben diese Entwicklung die ausreichende Verfügbarkeit von geeignetem Bauland, die im Vergleich zu den übrigen Stadtteilen weniger zerklüftete Topographie sowie die Nähe zu der Anschlussstelle Solingen an die Autobahn 3 bei Landwehr. In den 1950er Jahren entstand eine erste größere Wohnsiedlung, hauptsächlich bestehend aus Einfamilienhäusern, am Goldberger Weg südwestlich von Siebels. Davon abzweigend entstand in den 1980er Jahren eine weitere Siedlung am Michelsdorfer Weg und dem Schönfelder Weg. Mit Beginn des neuen Jahrtausends entstand die Siedlung am Börkhauser Feld des Spar- und Bauvereins Solingen sowie die Wohnsiedlung an der Matthias-Claudius-Straße nördlich von Auenberg. Ende der 2000er Jahre wurden die bisherigen Grünflächen, die zuvor als Entwicklungsflächen gegolten hatten, zwischen Siebels und Börkhaus als Bauland ausgewiesen und durch die Stadt Solingen verkauft. Die drei Erschließungsstraßen Am Siebels, Ness-Ziona-Straße und Am Pohligsfeld wurden Ende der 2000er Jahre angelegt und ab 2010 bebaut. Die letzten Neubauten entstanden bis zum Jahr 2018.
Auch eine nahe gelegene Bushaltestelle der Stadtwerke Solingen, an der sowohl zwei Oberleitungsbus- wie auch zwei Autobuslinien in Richtung Solingen-Mitte, Aufderhöhe und Leichlingen sowie Merscheid und Ohligs verkehren, trägt den Namen des Ortes. Das kleine, eingeschossige Fachwerkhaus Friedenstraße 141 aus dem ersten Viertel des 19. Jahrhunderts steht seit dem Jahre 1986 unter Denkmalschutz.

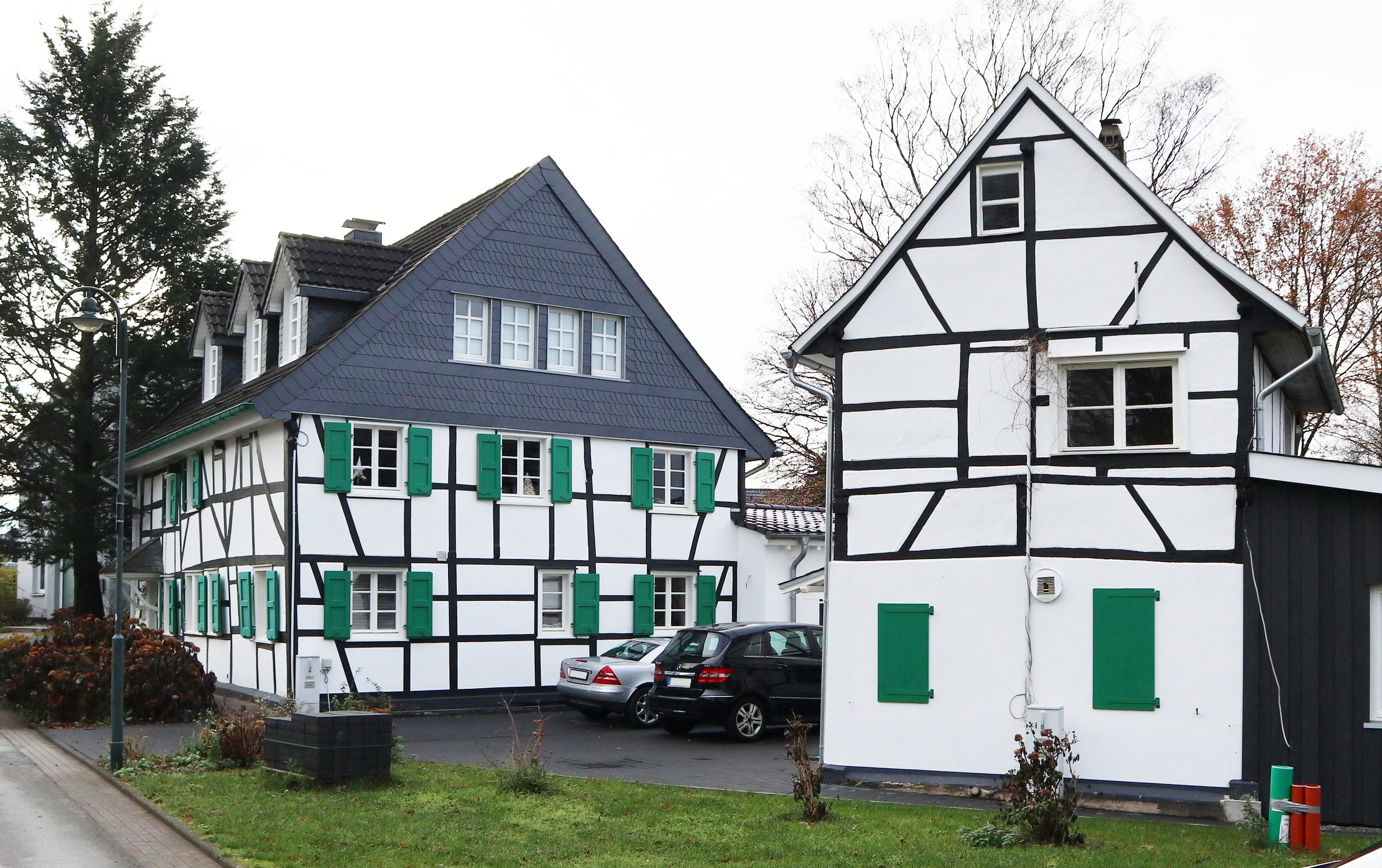
Fachwerkhäuser in Siebels
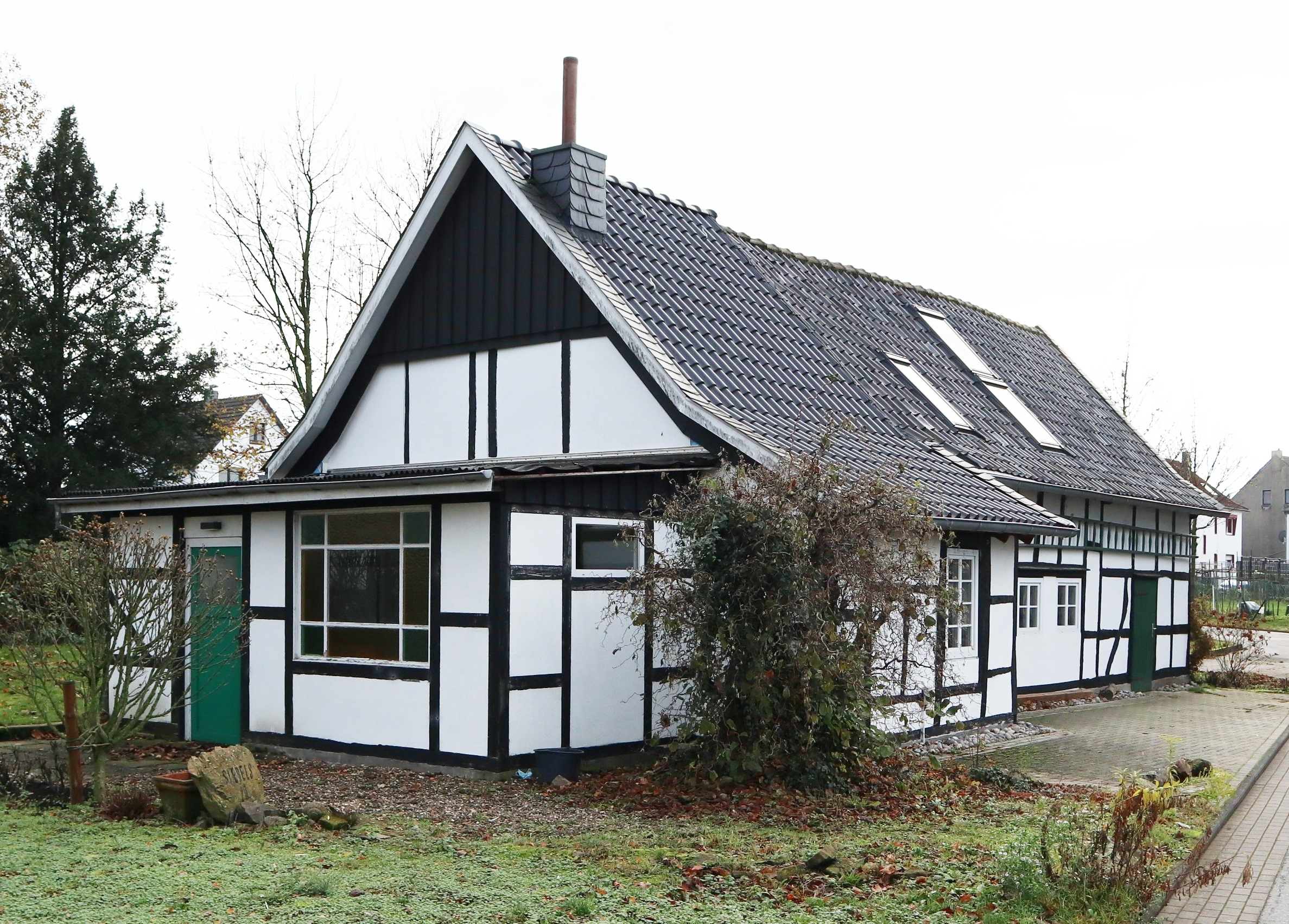
Fachwerkhaus in Siebels
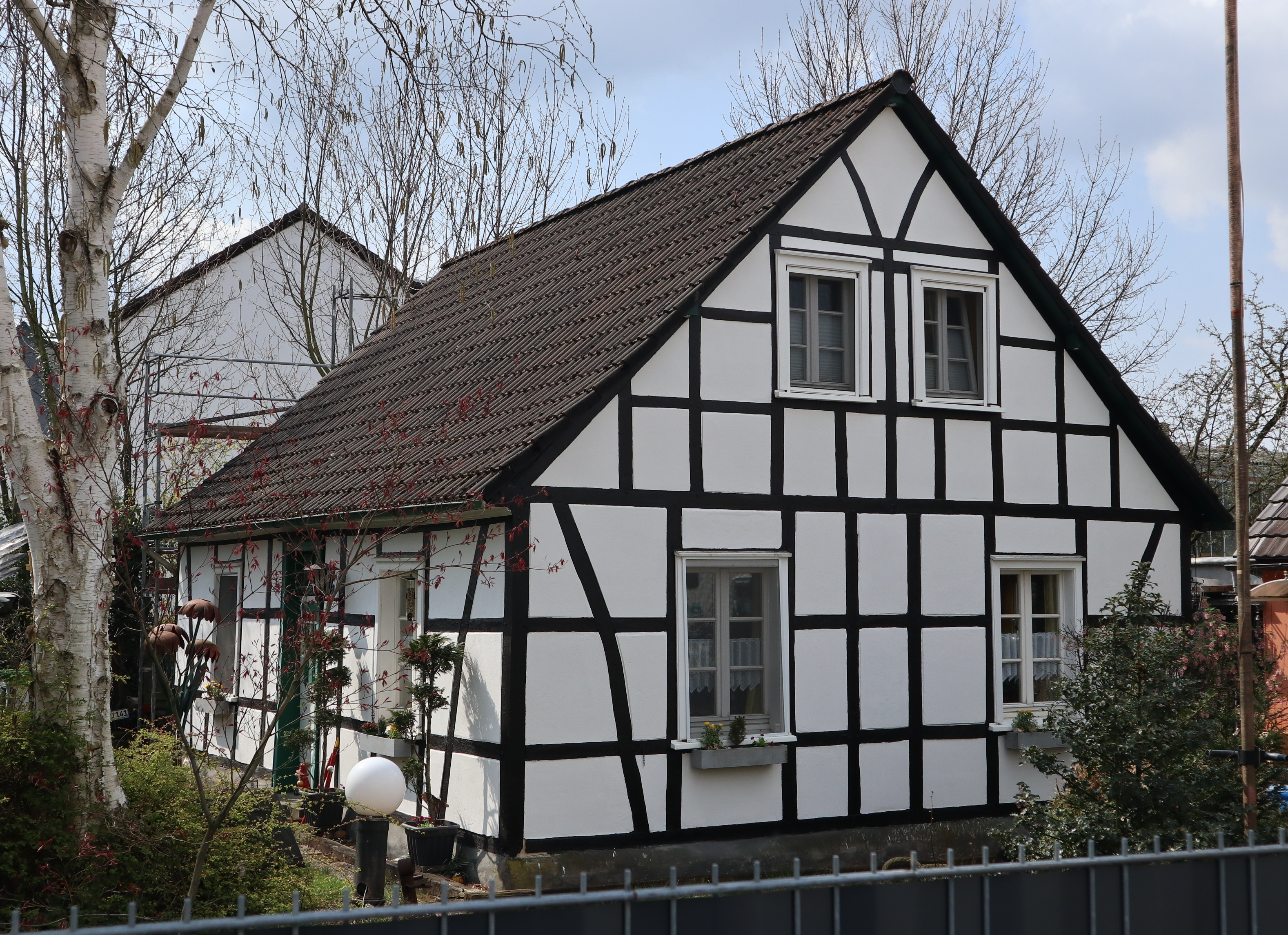
Baudenkmal Friedenstraße 141